# Heikki Orvola
Heikki Lauri Kalevi Orvola (Helsinki, 29 november 1943) is een Fins industrieel vormgever.

## Loopbaan
Hij was werkzaam voor het Finse keramiekbedrijf Arabia. Hij ontwierp voor dit bedrijf bekende series serviezen waaronder Moreeni, Illusia (met de Japans-Finse ontwerper Fujiwo Ishimoto) en 24h. Orvola werkte ook voor andere Finse bedrijven zoals Nuutajärvi, Iittala en Marimekko. Tot zijn succesvolle ontwerpen behoren de Kivi-kandelaar (1988), die bij Iitala nog steeds in productie is, en het Aurora-glas.
Aan Orvola werd in 1984 de Pro Finlandia-medaille toegekend. Hij won gedurende zijn loopbaan diverse prijzen, waaronder de Kaj Franck Design Prize in 1998. Hij kreeg in 2002 de titel 'Professor' als eerbewijs. 
- Gemeinsame Normdatei: 135629519
- International Standard Name Identifier: 0000 0000 7882 1301
- Library of Congress Control Number: n2002110077
- RKD-Nederlands Instituut voor Kunstgeschiedenis: 318470
- Union List of Artist Names: 500094164
- Virtual International Authority File: 96371897
- WorldCat: E39PBJfhb6BJ78Pp6MxtCTpVmd